# Капитановский, Владимир Евгеньевич
Владимир Евгеньевич Капитановский (10 декабря 1920, Москва, РСФСР — 1997) — советский режиссёр и сценарист, отец музыканта и режиссёра-документалиста Максима Капитановского (1948—2012),

## Биография
Родился 10 декабря 1920 года в Москве. В 1941 году был мобилизован в армию в связи с началом Великой Отечественной и прошёл всю войну. После демобилизации в 1945 году поступил на сценарный факультет ВГИКа, который он окончил в 1950 году. В 1950 году он вошёл в состав киностудий Моснаучфильм и ЦСДФ в качестве сценариста, с тех пор написал очень много сценариев для научно-популярного кино, а также имел опыт в качестве режиссёра. Также является одним из создателей космической кинолетописи.
В 1987—1989 годах совместно с А.Н.Герасимовым руководил мастерской кинодраматургов документального и научно-популярного фильма на Высших курсах сценаристов и режиссёров .

### Личная жизнь
Владимир Капитановский в 1947 году женился на Раисе Тумориной (30 июня 1923—2007), будущем операторе-постановщике документального кино и однокурснице (заканчивала операторский факультет ВГИКа). В этом браке у них родился сын Максим Капитановский (26 июля 1948 — 14 сентября 2012), артист разных жанров, скончался от рака.

## Фильмография

### Режиссёр
- Новости строительства (киножурнал; + сценарист)
- 1969 — Планета Океан

### Сценарист
- 1959 — Я был спутником Солнца
- 1963 — Ленин говорит с Америкой
- 1967 — Арена
- 1981 — Восьмое чудо света